# Brahmana Periya-Agraharam
Brahmana Periya-Agraharam is een panchayatdorp in het district Erode van de Indiase staat Tamil Nadu. 

## Demografie
Volgens de Indiase volkstelling van 2001 wonen er 21.275 mensen in Brahmana Periya-Agraharam, waarvan 51% mannelijk en 49% vrouwelijk is. De plaats heeft een alfabetiseringsgraad van 64%.